# 笠井美穂
笠井 美穂（かさい みほ、1987年10月15日 - ）は、日本のフリーアナウンサー。

## 経歴
福岡県岡垣町出身。学生時代は北九州市に住んでいたことがあった。
九州大学文学部人文学科を卒業後、 2010年にKYT鹿児島読売テレビにアナウンサーとして入社。主にリポーター役などが中心であったが、2011年8月17日、同じ福岡県人で大学の先輩でもあるアナウンサー・山下香織の代役として『KYT news every.』キャスターを初めて担当した。
KYTを退社後、2013年4月からNHK北九州放送局に勤務し、夕方のニュース枠女性キャスターを単独専任の形で務めていた。2017年度をもってNHK北九州放送局を離れ、2018年4月からは上京し「NHK BSニュース」のキャスターを担当している。その他、イベント・セミナーの司会などでも活動。キャスタークリエイト・ジャパンと業務提携。

## 人物
- 身長： 162cm、資格： 漢字検定2級、日本語検定2級、英語検定2級
- 趣味は、アウトドア（登山、スノーボード）[9]、舞台鑑賞[4]。映画鑑賞。動物園、水族館、博物館めぐり。[3]鬼滅の刃のキャラクターやワンワンのイラストを描くこともある[10]。
- 一番好きな動物はパンダ[11]。動物（特に白黒のもの・鳥を含めた恐竜）がマイブーム[1]。
- ゆるきゃらのくまモンのファンである[6]。
- 性格は、意思が弱く飽き性[4]。楽天的、おしゃべり[12]（友人からはおしゃべりモンスター=おしゃモンと呼ばれている）[1]。
- モットーは、食事を楽しむ・残さないことである。食材を提供してくれる人たちに感謝しながらおいしくいただくことは人生を豊かにしてくれるからである[4]。
- 学生時代、日本史が苦手であった[13]。
- 小学校の時に作文に書いたほど、秋が一番好きである[14]。
- 喉に良いため、プロポリスキャンディを常用している[15]。
- 鹿児島讀賣テレビ時代
  - あだ名は『みぽりん』、『短パンアナ』とブログに紹介された(2010-08-13)[5]。
  - KYTの地デジ大使であった山下香織は大学の先輩・後輩でもあり、当時笠井の指導係だった[5]。
  - 『（バリウム初体験だったが）何がそんなにツライんですかねぇ…』（2010-09-12）24時間テレビ放送終了直後に怒涛の涙を流した（2010-08-31）という話がある[5]。

## 担当番組
- NHK手話ニュース845 （ニュースリーダー、2020年度 - ）[16]
- ABEMA『AbemaNews』キャスター/ニュース読み(レギュラー/生放送)[17]
- NHKニュース (ラジオ番組)　（ニュースリーダー）[18]

## 過去の担当番組
NHK
- ニュースブリッジ北九州[4] （2013年度 - 2017年度）[2]
- NHK BSニュース （2018年度 - 2021年度）[2]
- 京都人の密かな愉しみ Blue 修業中 燃える秋 （語り、2021年1月30日）[2]
- マイあさ!（関東ローカルニュースリーダー他、2021年度 - 2023年度）[2]

鹿児島讀賣テレビ
- サクっとKYT （番組宣伝ミニ番組）[6]
- KYT news every.[6]
- 山本さんがゆく ホット!!かごしま（鹿児島市政広報番組[19]、2012年3月まで）
- KYT特番「超知っトク!」[6]
- AMP[20]
- 鹿児島命！郷土愛グランプリ！[21]（2020年9月19日）

その他
- TOTO関西支社「リモデルで関西を元気にする！PROJECT」 （リモデルアドバイザー[22]、2020年9月15日 - ）
- 北九州市立いのちのたび博物館エンバイラマ館演出日本語ナレーション（2022/06/24）[23]。

ラジオ
- 宮本笑里のクラッシータイム（アシスタント、2022年9月28日 - 2024年3月）IBC岩手放送ほか[24]